# René Martens
René Martens   (Hasselt, 27 de maig de 1955) és un ciclista belga, ja retirat, que fou professional entre el 1978 i el 1990. En el seu palmarès destaca, per damunt de tot, una victòria d'etapa al Tour de França de 1981 i el Tour de Flandes de 1982.

## Palmarès
- 1976
  - 1r a la Volta a la Província de Lieja i vencedor de 2 etapes
  - 1r a l'Internatie Reningelst
  - 1r al Tríptic de les Ardenes
- 1977
  - 1r al Circuit d'Hainaut
  - 1r a la Fletxa ardenesa
- 1979
  - Vencedor de 2 etapes a la Setmana Catalana
- 1981
  - Vencedor d'una etapa al Tour de França
- 1982
  - 1r del Tour de Flandes
  - 1r de la Fletxa Hesbignonne
- 1983
  - 1r a la Copa Sels
- 1985
  - 1r de la Bordeus-París
- 1987
  - 1r de la Fletxa Hesbignonne

### Resultats al Tour de França
- 1978. 26è de la classificació general
- 1979. 25è de la classificació general
- 1980. 30è de la classificació general
- 1981. 83è de la classificació general. Vencedor d'una etapa
- 1982. 24è de la classificació general
- 1983. Abandona (18a etapa)
- 1984. 68è de la classificació general
- 1988. 131è de la classificació general
- 1989. 91è de la classificació general

### Resultats a la Volta a Espanya
- 1983. 48è de la classificació general
- 1984. 51è de la classificació general
- 1985. 73è de la classificació general
- 1989. Fora de control (5a etapa)